# Vyžuonos
Vyžuonos är en ort i Litauen. Den ligger i den östra delen av landet, 100 km norr om huvudstaden Vilnius. Vyžuonos ligger 105 meter över havet och antalet invånare är 581.
Terrängen runt Vyžuonos är platt. Runt Vyžuonos är det ganska glesbefolkat, med 42 invånare per kvadratkilometer. Närmaste större samhälle är Utena, 12,7 km sydost om Vyžuonos. Omgivningarna runt Vyžuonos är en mosaik av jordbruksmark och naturlig växtlighet.